# Bugunbunthäherling

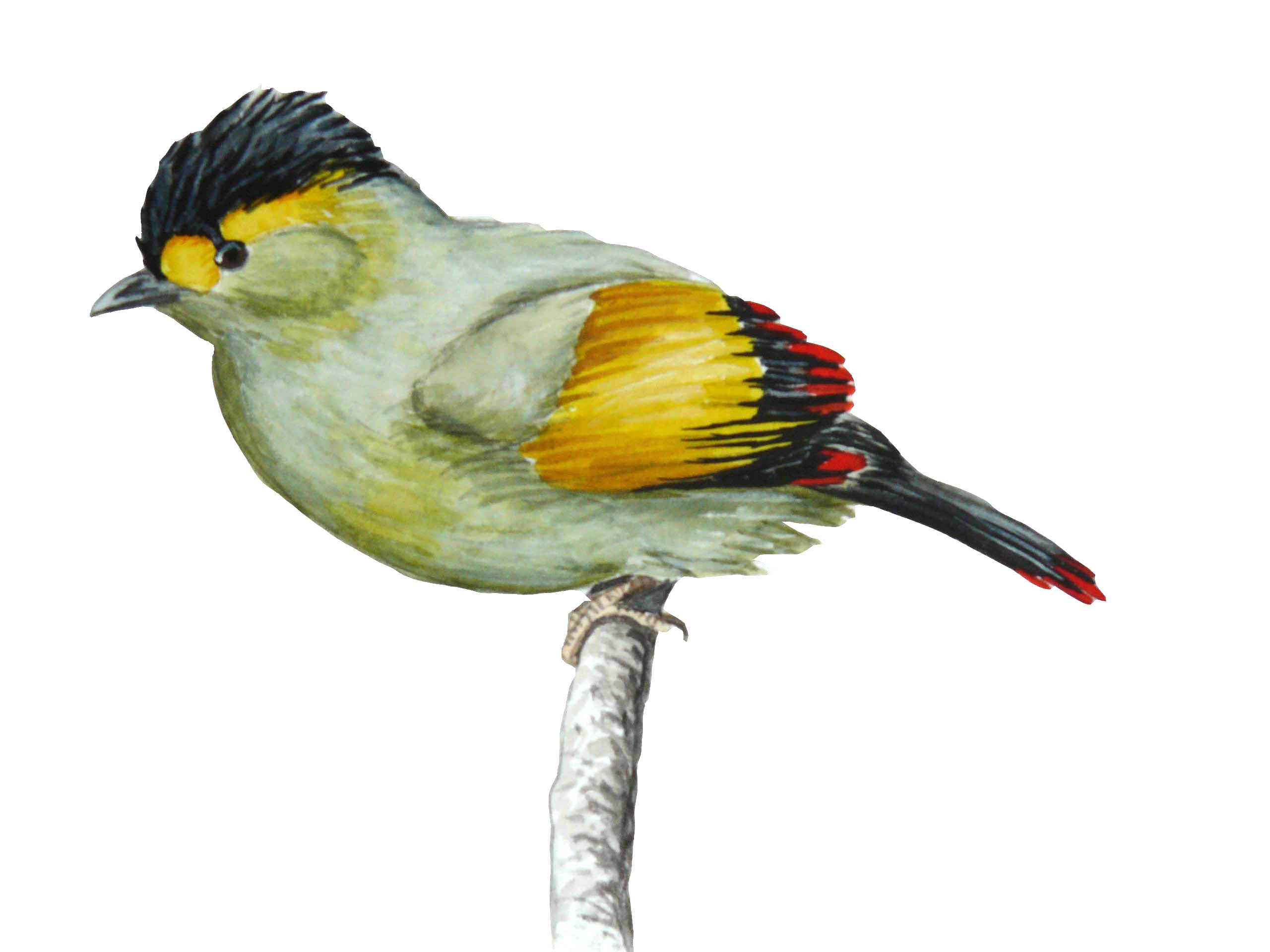
Bugunbunthäherling, Illustration

Der Bugunbunthäherling (Liocichla bugunorum), auch  Bugunhäherling genannt, ist eine ostasiatische Vogelart aus der Familie der Häherlinge (Leiothrichidae), die erst 2006 beschrieben wurde und die bisher drei Arten umfassende Gattung Liocichla um eine vierte erweitert. Eventuell bildet sie eine Superspecies mit dem Omeihäherling (Liocichla omeiensis) und dem Formosahäherling (Liocichla steeri).
Die Art wurde von dem indischen Astronomen Ramana Athreya im Januar 1995 in einem Naturschutzgebiet in Arunachal Pradesh entdeckt. Erst 2006 konnte er sie erneut beobachten. Es stellte sich heraus, dass sie mit dem in einer Gebirgsregion Südwestchinas endemischen Omeihäherling  eng verwandt ist, sich jedoch in einigen Merkmalen deutlich von diesem unterscheidet. Die Art wurde wegen ihrer vermutlichen Seltenheit beschrieben, ohne – wie sonst oft üblich – das Typusexemplar zu töten.

## Beschreibung

### Aussehen
Der Bugunhäherling ist mit 22 cm Länge etwa so groß wie eine Singdrossel. Er ist überwiegend olivgrau gefärbt. Kehle, Zügel, die hinteren Kopfseiten sowie Brust und Flanken sind intensiver gelblichgrün überhaucht. Die Kopfkappe ist schwarz und zeigt einen schmalen Ausläufer zum Auge hin, der den breiten, goldgelben Augenstreif unterbricht. Die großen Armdecken sind orange- bis goldgelb. Die sonst schwärzlichen Handschwingen sind goldgelb gesäumt. Die Armschwingen sind wie der Stoß dunkel bis schwarz und tragen eine lebhaft rote Spitze. Die Schwanzunterseite ist beim Männchen orangerot. Das Weibchen ist insgesamt weniger kontrastreich gefärbt, die beim Männchen roten Partien sind kleiner oder – auf der Schwanzunterseite – gelber. Innerhalb seines Verbreitungsgebietes ist der Bugunhäherling unverwechselbar.

### Stimme
Die Stimme wird als charakteristisches Flöten beschrieben, das am Ende etwas gezogen ist.

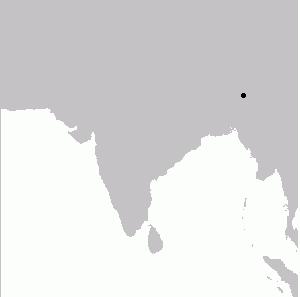
Entdeckungsort und bisher bekannte Verbreitung des Bugunhäherlings

## Vorkommen und Bestand
Bislang sind nur zwei Vorkommen im Eaglenest Wildlife Sanctuary in Arunachal Pradesh in Indien bekannt. Die angenommenen Lebensraumansprüche der Art lassen aber weitere Vorkommen in dieser Provinz sowie im angrenzenden Bhutan und in der Volksrepublik China vermuten. Bisher wurde dort ohne Erfolg nach der Art gesucht. Es wird vermutet, dass die Art sehr selten ist, da sie wegen ihrer farbenprächtigen Erscheinung und dem charakteristischen Ruf wohl kaum übersehen worden wäre. Von der IUCN wird die Art daher als gefährdet (vulnerable) eingestuft.

## Weiterführende Literatur
- J. del Hoyo, A. Elliott, D. A. Christie (Hrsg.): Handbook of the Birds of the World, Vol. 12. Picathartes to Tits and Chickadees. Lynx Edicions, Barcelona 2007.